# Gametz Kogl
Gametz Kogl är ett berg i Österrike.   Det ligger i distriktet Imst och förbundslandet Tyrolen, i den västra delen av landet, 400 km väster om huvudstaden Wien. Toppen på Gametz Kogl är 2 637 meter över havet.
Terrängen runt Gametz Kogl är bergig. Närmaste större samhälle är Sölden, 14,6 km sydost om Gametz Kogl. 
Trakten runt Gametz Kogl består i huvudsak av gräsmarker. Runt Gametz Kogl är det ganska glesbefolkat, med 35 invånare per kvadratkilometer.